# Peter Gullin
Lars Peter Michael Gullin (* 12. April 1959 in Mailand; † 7. Oktober 2003 in Uppsala) war ein schwedischer Bariton- und Tenorsaxophonist des Modern Jazz.
Peter Gullin wirkte als Sideman bei Aufnahmen von Nannie Porres und Monica Zetterlund ("Sings Ole Adolphson", 1983). Im Jahr 1992 spielte er bei der Session Lee Konitz’ mit skandinavischen Musikern mit ("Leewise"). In den 1990er Jahren bildete er ein eigenes Trio mit dem Gitarristen Jacob Fischer und dem Bassisten Ole Rassmussen.
Peter Gullin war der Sohn von Lars Gullin. Lars Gullins Komposition Peter of April trägt seinen Namen. 1998 wurde er mit dem Lars-Gullin-Preis ausgezeichnet.

## Diskografie

### Alben unter eigenem Namen'
- Tenderness (Dragon DRCD 222, 1992)
- Transformed Evergreen (Dragon DRCD 266, 1994)
- Untold Story (Dragon DRCD 315, 1997)
- From Time to Time (Dragon DRCD 392)

### Alben als Sideman
- Danish Radio Big Band featuring Peter Gullin (Odin NJ-4037-2)
- John Högman: Adventures (Phontastik, 1985)